# .cv
.cv è il dominio di primo livello nazionale assegnato a Capo Verde.
Originariamente amministrato dall'Instituto Superior de Engenharia e Ciencias do Mar (ISECMAR), dal 2009 è gestito dalla Agência Nacional das Comunicações (ANAC). Nel 2018 ANAC si è fusa con l'Agência de Regulação Económica (ARE) per dar vita alla Agência Reguladora Multissetorial da Economia (ARME), che fa parte del LusNIC, l'associazione degli enti responsabili di domini in lingua portoghese.